# Старосанжарский сельский совет (Новосанжарский район)
Старосанжарский сельский совет (укр. Старосанжарська сільська рада) — входит в состав
Новосанжарского района
Полтавской области
Украины.
Административный центр сельского совета находится в 
с. Старые Санжары.

## История
- 1992 — дата образования.

## Населённые пункты совета
- с. Старые Санжары